# 艺术桥
艺术桥（法語：Passerelle des Arts）是法國巴黎塞纳河上的一座人行桥，连接法兰西学会和卢浮宫中央广场（第一帝国时称为“艺术宫”）。

## 历史
1802到1804年，在今天艺术桥的位置上修建了一座9拱金属人行桥，这是巴黎第一座金属桥梁，这一创新是由于拿破仑一世仿效了英格兰的设计。工程师路易-亚历山大 de Cessart和雅克狄龙构想，在两岸设计了花园，设有花草树木和长凳。

艺术桥夜景

1976年，桥梁与道路督察报告该桥存在问题，指出两次世界大战的空袭以及船只的碰撞对该桥造成了破坏。1977年该桥封闭，1979年，遭受驳船撞击，坍塌了60米。 
现有的桥梁修建于1981-1984年，采用Louis Arretche的计划，他决定将拱的数目从9个减少到7个，保留了旧桥的外观，但是对结构进行改造。1984年6月27日，巴黎市长希拉克为改建的桥梁揭幕。
该桥有时充当艺术展览的地点，今天是画家和摄影师的露天工作室，在夏天也往往是野餐的地点。

## 情侶聖地

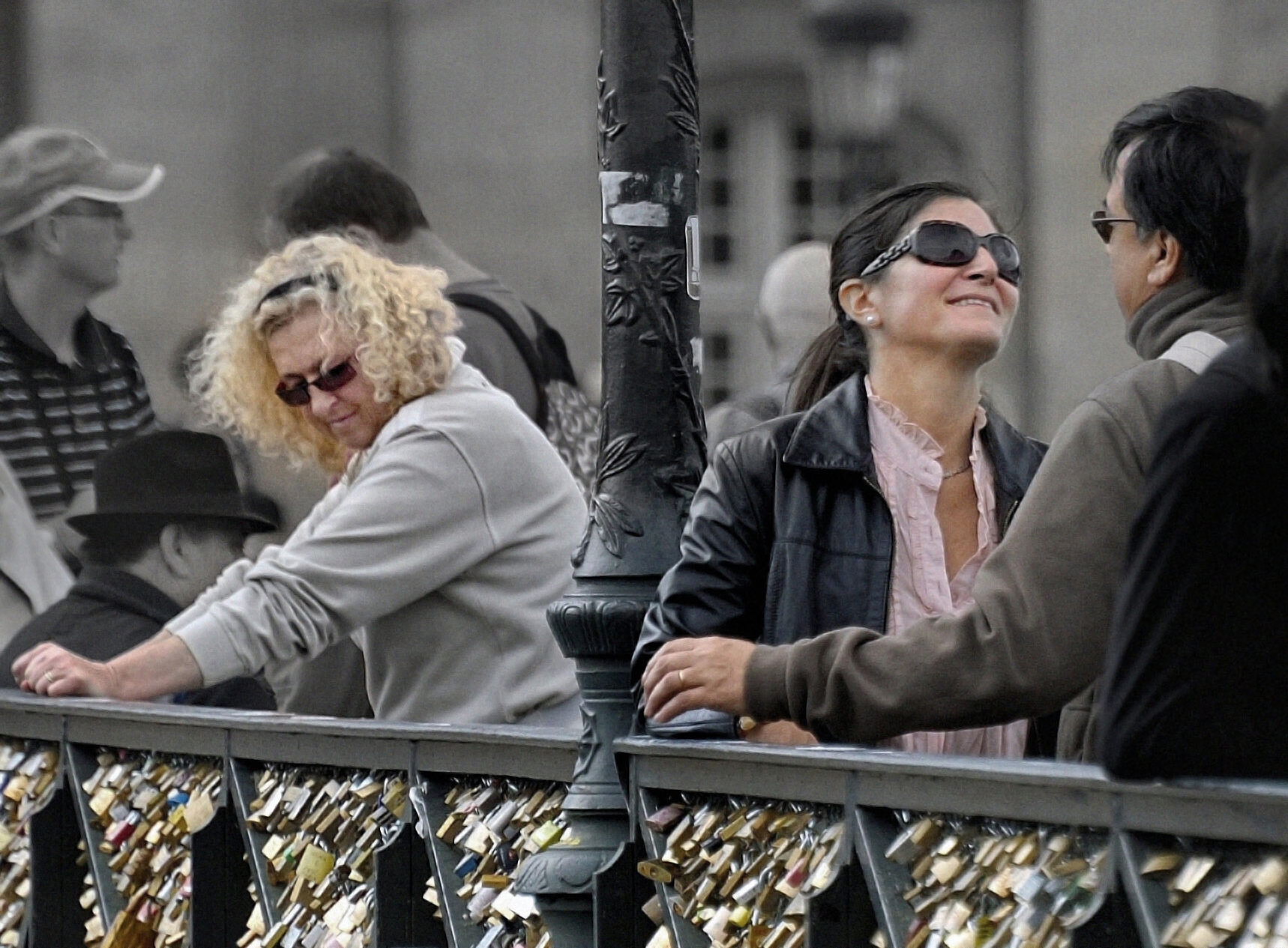
藝術橋上的情侶

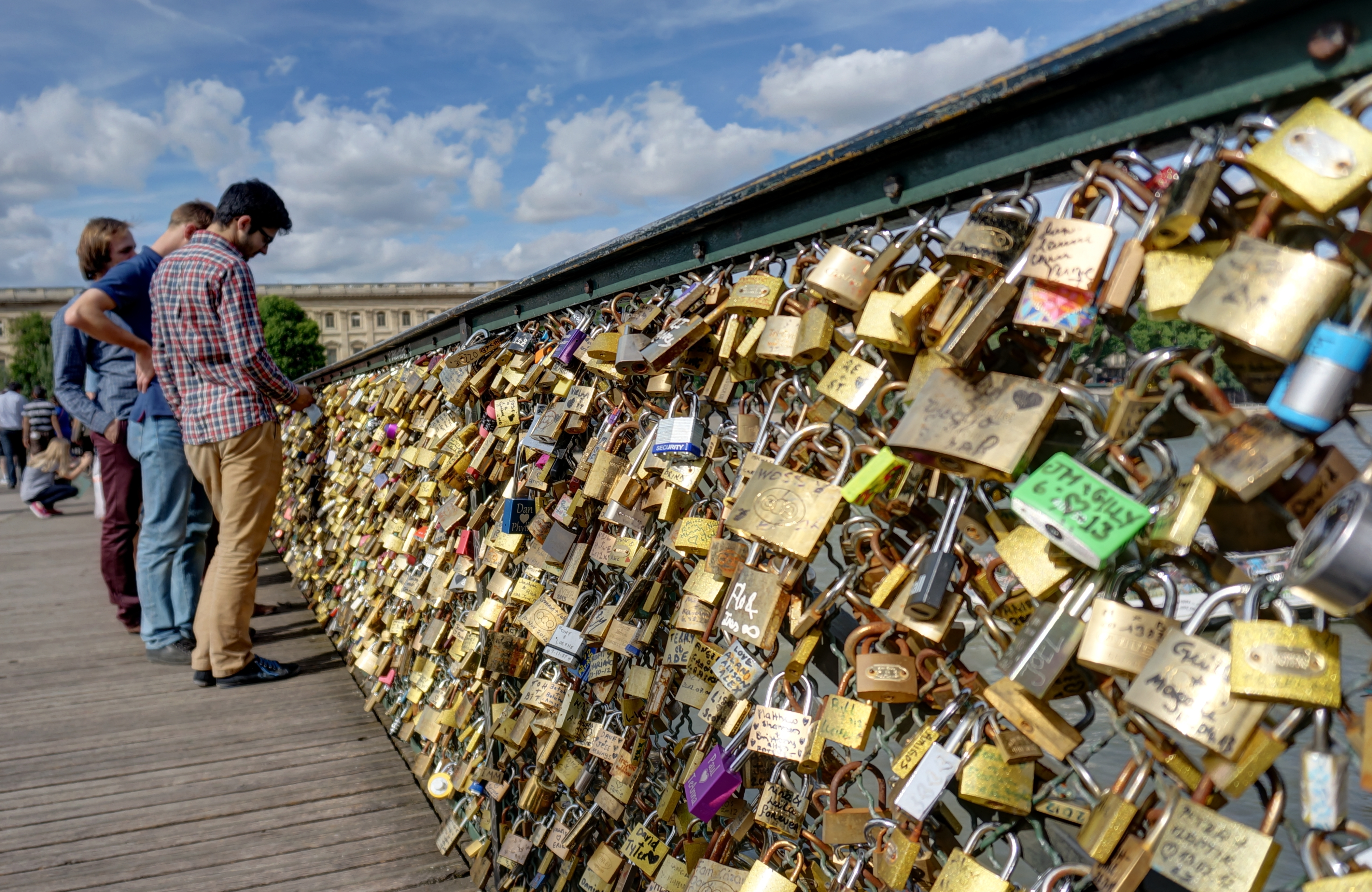
掛滿「愛情鎖」的藝術橋

巴黎藝術橋上原本掛滿數十萬個「愛情鎖」，世界各地的情侶來到這裡將鎖掛在護欄上，再把鑰匙丟入塞納河裡，以象徵兩人永恆不朽的愛情。2014年6月，橋樑部分柵欄因抵受不住鎖的重壓而倒下，沒有造成傷亡。及後，法國巴黎市政府拆掉安置於藝術橋圍欄上的大量鎖頭，並且改以塗鴉畫裝飾作為替代。當局早前表示，稍後會在藝術橋的圍欄上鋪上透明玻璃板，現時鋪設的塗鴉畫只是臨時措施。這場短期展覽以愛情為主題，由巴黎市政府委託藝術畫廊創辦人謝赫擔任策展，邀請了突尼西亞裔法國街頭藝術家艾希德作塗鴉。艾希德擅長把阿拉伯文字書法溶入街頭藝術當中，此次他以粉紅色的阿拉伯文字抄寫19世紀法國小說家巴爾札克的作品《高老頭》裡一句話：「巴黎真是一片海洋，丟下探海錘也沒法測量這海洋的深度。（Paris est un véritable océan. Jetez-y la sonde, vous n'en connaîtrez jamais la profondeur.）」。